# Idaea pulveraria
Idaea pulveraria là một loài bướm đêm trong họ Geometridae.